# Daphnia nivalis
Daphnia nivalis là một loài động vật giáp xác thuộc họ Daphniidae. Đây là loài đặc hữu của Úc. Daphnia thường được gọi là bọ nước.